# 陳玉美
陳玉美（Tan Gaik Bee，1935年—），是一名已退役馬來西亞女子羽球運動員。
1957年，陳玉美在馬來西亞羽球公開賽上獲得女子單打、女子雙打和混合雙打冠軍，成為「三冠王」。在女子單打方面，她從1961年到1963年又贏了三次軍；在女子雙打方面，她連續七年贏得冠軍；在混合雙打方面，她連續四年贏得冠軍，然後又在1963年贏得冠軍。1962年，她在法國羽球公開賽贏得三個冠軍頭銜。1966年，她與莊友明一起在亞運會上獲得銅牌。
陳玉美也有“印度冠軍”的稱號，因為她在混合和雙人賽中贏得了印度全國冠軍爭奪戰。當時，這些錦標賽仍然“開放”舉行，這意味著來自其他國家的運動員被允許參加。